# Robert Šilić
Robert Šilić (13 de septiembre de 1967 - 	13 de noviembre de 1991) fue el primer comandante de la Compañía de Vukovar de las Fuerzas Croatas de Defensa (HOS, croata: Hrvatske Obranbene Snage), creada para la defensa de Vukovar.

## Biografía
Nació el 13 de septiembre de 1967 en la ciudad de Konjic (hoy en día ubicada en Bosnia y Herzegovina). Antes de la guerra, joven y fuerte, se dedicó al deporte. Sus abuelos de ambos padres habían sido asesinados en la masacre de Bleiburg.
Estuvo metido de lleno desde el comienzo del proceso independentista, fue entrenado en el campo de las HOS en Bosilevo, y en Zagreb, como soldado de las HOS, participó en las capturas de los campos de entrenamientos "Borongay" y "Mariscal", los cuales fueron arrebatados al Ejército Popular Yugoslavo (JNA, serbocroata: Jugoslovenska narodna armija). Antes de capturar del "Borongay" llamó a los soldados del JNA a rendirse, amenazando con estallar y destruir el edificio.
Šilić era un experto en explosivos y entrenaba a los soldados en tácticas de combate contra las fuerzas blindadas, dictando reglas de instalación de obstáculos y minas; a menudo se la pasaba entrenado a los bogdanovistas, que llevaba al servicio con sus subordinados. Las HOS llegaron a los 58 soldados, y entonces se subordinaron a la 204.ª Brigada de Vukovar, por lo cual el general Mile Dedaković les ordenó fragmentarse en grupos más pequeños, para así defender mejor los diferentes puntos de la ciudad y alrededores y subir la moral, a lo cual tanto Šilić como el comandante Damir Radnić insistiendo en permanecer juntos, al menos hasta que se detuviera el avance enemigo. Un acuerdo sería alcanzado, al decidirse que los miembros de las HOS a defender el recinto ferial, lugar dónde se concentrarían algunos de los enfrentamientos más intensos, permaneciendo unida la división.
El 2 de octubre Šilić se movería a dirigir las tropas de defensa de Bogdanovci, en los mismos días donde el HOS recibiría bajas tan importantes como Ivan Brdar y Željko Delić.
Falleció el 13 de noviembre de 1991 en el hospital de Vukovar, a causa de las graves lesiones recibidas, en los últimos momentos de la batalla.